# Киџо
Киџо (木城町 Kijō-chō) је варош у Јапану у области Коју, префектура Мијазаки. Према попису становништва из априла 2017. у граду је живело 5.143 становника са густином насељености 38,94 становника по км². Површина вароши је 146,02 км².

## Становништво
Према подацима са пописа, у вароши је 2017. године живело 5.143 становника.